# WARP TOUR FINAL
「WARP TOUR FINAL」（ワープ・ツアー・ファイナル）は、日本のロックバンド、JUDY AND MARYのライブビデオ。2001年5月9日にエピックレコードジャパンよりリリース。2003年11月19日に「DVD Re-PRICEシリーズ」（ソニーから発売されたDVD作品を価格を下げて一挙発売する企画）として再発された。

## 解説
- JUDY AND MARYラスト・ライブとなった、2001年3月8日の東京ドーム公演を完全収録。
- DVD盤のみ特典映像として、「KYOTO」の曲中にビジョンに写された映像と、各地のMC集を収録。
- DVDのパッケージは初版盤（2001年発売盤）と再発盤（2003年発売盤）で異なる。初版盤はCDケース（ジュエルケース）での発売であり、再発盤はトールケースでの発売である。

## 収録曲
- ここではDVDの収録に従って表記する。なおVHS盤は本編のみを1本に収めており、特典映像はなし。

### Disc 1
1. OPENING 〜 PEACE -strings version- / instrumental
2. Rainbow Davils Land 〜 WARP
3. Brand New Wave Upper Ground
4. LOLLIPOP
5. ひとつだけ
6. クラシック
7. そばかす
8. 小さな頃から
9. 風に吹かれて
10. RADIO
11. あたしをみつけて
12. PEACE
13. ラッキープール
14. KYOTO

### Disc 2
1. カメレオンルミィ
2. The Great Escape
3. BIRTHDAY SONG
4. ミュージック ファイター
5. くじら12号
6. ラブリーベイベー
7. LOLITA A GO-GO
8. mottö
9. Over Drive

### 特典映像
- KYOTO -vision ver.-
- MC
  - いずれもDisc 2に収録。